# Кодовый замок

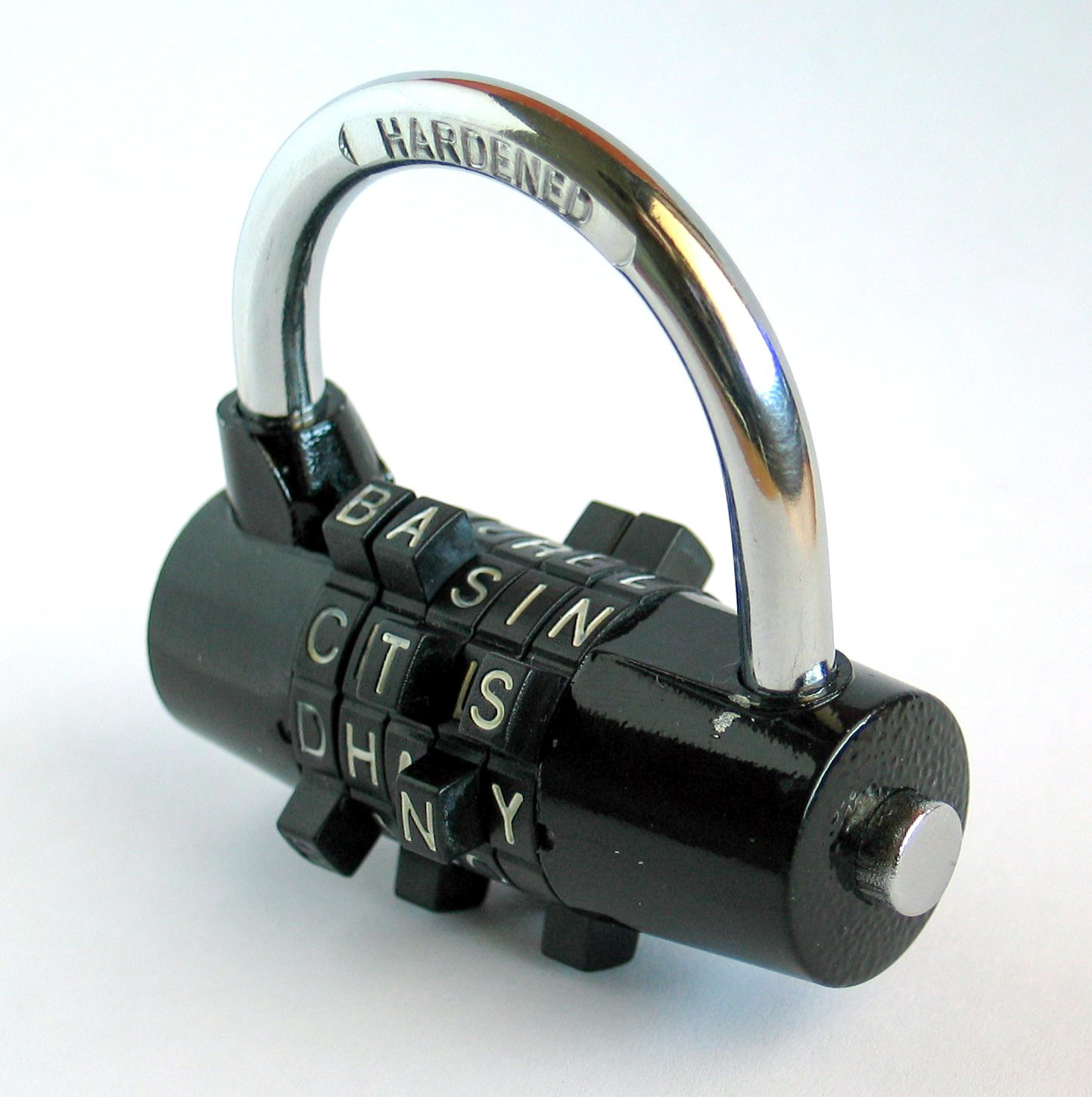

Кодовый замо́к — замок, для открытия которого необходимо ввести с клавиатуры, выставить определённым образом на специальных цилиндрах или иным образом указать кодовую последовательность, которая хранится обладателем в секрете. Основные разновидности:
- Электронный замок — в нём кодовая комбинация хранится в памяти электронного блока и вводится обычно с клавиатуры.
- Механический кодовый замок — в нём кодовая последовательность хранится в виде установленных в определённое положение колец, штифтов и т. д.

В случаях, когда необходимо соблюдать повышенную секретность, используют комбинированные замки, состоящие из кодового замка и замка другого типа (например, цилиндрового).

## Достоинства
- Отсутствие ключа, который можно потерять, и который злоумышленник может в отсутствие владельца скопировать;
- Возможность быстрой смены кода, которую можно производить ежедневно;
- Возможность быстрой передачи кода другому лицу без привлечения посторонних лиц (мастерской по изготовлению ключей) и одновременно без потери доступа самому.

## Недостатки
- Код можно забыть. Код обычно забывается после того, как он длительное время не использовался. Тем не менее, его можно записать, но тогда увеличивается вероятность, что код узнает посторонний;
- Код могут подсмотреть при вводе. Поэтому при вводе кода необходимо сохранять скрытность.
- Часто в качестве кодов используются даты (рождения), адреса, общеизвестные числа (3.141592653, 2,718281828), что упрощает подбор кода.
- Если код долгое время не меняется, то часто используемые кнопки замка начинают изнашиваться и таким образом показывают код.

## Новые функции
Несмотря на то, что основной принцип работы кодового замка остается неизменным, в современных моделях внедрили целый ряд дополнительных функций. Это стало ответом производителей, прежде всего, на широкое распространение смартфонов.
- Возможность создавать и удалять коды удаленно при помощи смартфона;
- Автоматическое включение тревоги при попытке взлома;
- Уведомления об использовании кода на смартфон: какой код и когда был использован;
- Автоматическое запирание через некоторое время после того, как замок был открыт.

Таким образом современные кодовые замки обладают некоторыми функциями умных замков.
При этом современные кодовые замки выпускают не только традиционные производители, специализирующиеся на замках (такие как Schlage или Yale), но и разработчики бытовой электроники (например, Samsung), а также ряд стартапов (наиболее известна кодовая панель от August).